# Salzunger Vertrag
Der Salzunger Vertrag ist ein am 31. August 1583 in Salzungen geschlossener Drei-Parteien-Vertrag zwischen Georg Ernst, dem letzten Grafen von Henneberg-Schleusingen, dem Landgrafen Wilhelm IV. von Hessen-Kassel und Vertretern der ernestinischen Wettiner.
Er regelte die Übernahme der ehemaligen und nach der Reformation säkularisierten Klöster Herrenbreitungen und Frauenbreitungen mit deren umliegenden Besitz durch die Landgrafen von Hessen-Kassel bzw. durch die sächsischen Wettiner bei kinderlosem Ableben der Henneberger Grafen. Dieser Fall trat mit dem Tod des Grafen Georg Ernst kurz nach dem Abschluss des Vertrages im Dezember 1583 ein.

## Hintergrund
Die einstigen Klöster Frauenbreitungen und Herrenbreitungen waren Lehen der Abtei Hersfeld, welche die Klostervogteien an die Herren von Frankenstein gab. 1301 gelangte die Vogtei des Klosters Frauenbreitungen an die mit den Frankensteinern verwandten Grafen von Henneberg-Schleusingen und wurde dem Amt Frankenberg angegliedert. Die Vogtei Herrenbreitungen kam 1337 ebenfalls in den Lehnsbesitz der Grafen von Henneberg-Schleusingen.
Nach dem Tod des Grafen Heinrich VIII. im Jahre 1347 kam es im Haus Henneberg-Schleusingen zu einer Erbteilung zwischen der Witwe und dem Bruder des Grafen. Während der Bruder und neue Regent, Johann I. von Henneberg-Schleusingen († 1359), u. a. das Amt Frankenberg mit Frauenbreitungen sowie den Ort Wernshausen aus der Vogtei Herrenbreitungen erhielt, bekam die Witwe Jutta von Brandenburg u. a. die restliche Vogtei Herrenbreitungen mit den Trusedörfern zugesprochen. Bei einer zweiten Erbteilung unter drei Töchtern Juttas von Brandenburg kam die Vogtei Herrenbreitungen im Jahr 1353 an Sophie von Henneberg († 1372) und ihren Mann, den Nürnberger Burggrafen Albrecht († 1361).
Der Rückerwerb der an den Burggrafen Albrecht gekommenen Gebiete durch Gräfin Elisabeth von Leuchtenberg († 1361), der Witwe des Grafen Johann I. von Henneberg-Schleusingen, konnte im Jahre 1360 nur gelingen, indem sich Johanns Vetter mütterlicherseits, Landgraf Heinrich II. von Hessen († 1376) zur Hälfte an der Kaufsumme beteiligte und dafür die ideelle Hälfte an den betroffenen Gebieten erhielt. Damit wurde das bis 1583 währende hessisch-hennebergische Kondominium u. a. über die Vogtei Herrenbreitungen und die benachbarte Herrschaft Schmalkalden begründet.

## Vorherige Erbverträge der Grafen von Henneberg
Nach heftigen Streitigkeiten im gemeinschaftlich von Henneberg und Hessen verwalteten Gebiet wurde 1521 unter Vermittlung von Markgraf Kasimir von Brandenburg-Kulmbach der sogenannte „Kasimirische Vertrag“ abgeschlossen. Dieser besagte unter anderem, dass im Falle des Aussterbens eines der beiden Fürstenhäuser das verbleibende die anfallende Hälfte von Stadt und Amt Schmalkalden erhalten solle.
1554 wurde mit dem Kahlaer Vertrag zwischen den ernestinischen Herzögen von Sachsen und den Grafen von Henneberg die ernestinisch-hennebergische Erbverbrüderung beschlossen. Die Ernestiner erlangten dabei durch die Übernahme der Schulden der Henneberger die Anwartschaft auf deren gesamten Besitz, sollten die Henneberger aussterben.

## Der Salzunger Vertrag 1583
Im Jahre 1583 lag der letzte Graf von Henneberg, Georg Ernst, im Sterben. Zwischen den Erben, den Landgrafen von Hessen-Kassel und den ernestinischen Herzögen von Sachsen, brach ein Streit um das hennebergische Gebiet aus. Ein Streitpunkt war, dass die Vogtei Herrenbreitungen kein Bestandteil des „Kasimirischen Vertrages“ von 1521 war, sondern sich seit 1360 im Teilbesitz der Landgrafschaft Hessen befand. Da sie Lehen der Abtei Hersfeld war, welches dem Hause Hessen-Kassel die Anwartschaft auf das Gebiet zugesichert hatte, sah sich Hessen als rechtmäßiger Erbe. Da auch Frauenbreitungen Hersfelder Lehen war, aber als hennebergischer Alleinbesitz gemäß dem Kahlaer Vertrag von 1554 an die ernestinischen Herzöge von Sachsen fallen sollte, wurde im Jahre 1583 der „Salzunger Vertrag“ getroffen.
Diesen schlossen am 31. August 1583 Graf Georg Ernst, Landgraf Wilhelm IV. von Hessen-Kassel und Vertreter des ernestinischen Sachsen in der Stadt Salzungen. Demnach sollte nach dem Aussterben der Henneberger der Landgraf von Hessen die Vogtei Herrenbreitungen samt dem Abtswald und das Schloss Herrenbreitungen erhalten, letzteres mit lebenslangem Wohnrecht für Georg Ernsts Schwägerin, Graf Poppos Witwe Sophie von Henneberg. Gerichtsbarkeit und Jagdgerechtigkeit fielen gemäß Vertrag das Haus Sachsen. Frauen- und Altenbreitungen, Wernshausen und der Bußhof, sowie die Wildbahn vom Pleß bis zur Rosa und Werra wurden dem sächsischen Hause überlassen. Damit wurde die politische Trennung der Breitunger Ortsteile festgelegt.
Bereits im Dezember des gleichen Jahres starb Georg Ernst von Henneberg und die Vereinbarungen des Salzunger Vertrags traten in Kraft. Herrenbreitungen mit dem Amt Herrenbreitungen gehörte fortan zur hessischen Herrschaft Schmalkalden, während Frauen- und Altenbreitungen mit dem Amt Frauenbreitungen zu den Ernestinischen Herzogtümern kamen und ab 1680 zu Sachsen-Meiningen gehörten.